# Лей, Роберт
Роберт Лей (нем. Robert Ley; 15 февраля 1890, Нидербрейденбах — 25 октября 1945, Нюрнберг) — рейхсляйтер, обергруппенфюрер СА, заведующий организационным отделом НСДАП, с 1933 года руководитель Германского трудового фронта. Доктор философии. Обвиняемый на Нюрнбергском процессе, покончил жизнь самоубийством находясь в заключении.

## Биография

### Ранние годы. Первая мировая война
Роберт Лей родился 15 февраля 1890 года в семье Фридриха и Эмилии Лей — крупных рейнских землевладельцев, погрязших в долгах. Учился на химических факультетах университетов Йены и Бонна.
В первые дни Первой мировой войны вступил добровольцем в армию. Сначала служил в артиллерии, затем стал лётчиком. Награждён Железным крестом 2-го класса. 29 июля 1917 года был сбит над Францией. В ходе вынужденной посадки получил тяжёлые ранения, а также тяжёлое сотрясение мозга, пережил клиническую смерть и попал в плен. В плену ему было сделано несколько операций (одну ногу первоначально хотели ампутировать, однако сохранили, наложив гипс на 10 месяцев).
В марте 1920 года вернулся в Германию, получил докторскую степень (диссертация по искусственному каучуку) и устроился на работу в химический гигант IG Farben в Леверкузене.

### Вступление в НСДАП
Лей вступил в НСДАП в 1923 году, вскоре после Пивного путча и прочтения речей Гитлера на последовавшем после него судебном процессе. Вскоре, с 14 июля 1925 года он становится гауляйтером земли Рейнланд- Юг. В 1928 г. он становится членом Ландтага Пруссии. В ходе конфликта Гитлера и Грегора Штрассера Лей сразу встал на сторону первого. После этого его стремительный карьерный рост продолжается: в 1932 году он становится начальником организационного отдела НСДАП, а в 1933 году — предводителем трудового фронта.

### На государственной службе
Возглавив в мае 1933 года Германский трудовой фронт (ДАФ), он при поддержке промышленников быстро арестовал оппозиционных профсоюзных лидеров. После гибели лидера национал-социалистических производственных ячеек Рейнхольда Мухова Лей стал практически единоличным лидером ДАФ. Все профсоюзы были распущены, а собственность их была конфискована. В 1935 году он объявил, что в Германии полностью отсутствует классовая борьба.
На своём посту Лей создал организацию «Сила через радость» (нем. Kraft durch Freude; сокр. KdF), занимавшуюся вопросами отдыха рабочих. KdF получала огромные правительственные субсидии, для нужд среднего рабочего Фердинандом Порше был специально разработан первый Фольксваген (народный автомобиль). Однако милитаризация принудила Лея свернуть социальные программы.
В 1934 году Лей предпринял попытку объединения гау (партийные округа) Верхняя Бавария и Швабия: гауляйтером объединённого гау Верхняя Бавария — Швабия должен был стать гауляйтер Верхней Баварии Адольф Вагнер, а его заместителем должен был стать гауляйтер Швабии Карл Валь. Но при поддержке Гитлера Валю удалось сохранить самостоятельность.
Лей, сам будучи хроническим алкоголиком, объявил первую общенациональную кампанию по борьбе с пьянством для экономии семейного бюджета.
Лей был одним из немногих соратников Гитлера, до самого конца сохранявших верность фюреру. Последний раз Гитлер и Лей встречались 21 апреля 1945 года в Фюрербункере в Берлине. Гитлер направил того в Баварию для «помощи в организации там обороны».

### После войны

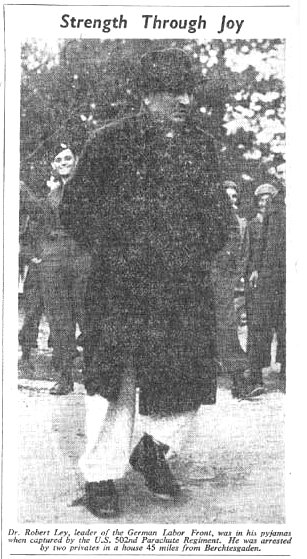
Лей в пижаме после ареста

Однако, прибыв в Баварию, Лей не предпринял никаких реальных действий по выполнению приказа фюрера, так как раздосадованный тем, что Гитлер отказывается покидать окружённый Берлин, ушёл в запой.
16 мая 1945 года был арестован в зоне оккупации западных союзников по антигитлеровской коалиции и содержался в Нюрнберге в ожидании процесса над главными военными преступниками в Международном трибунале, где был бы одним из обвиняемых (против него были выдвинуты обвинения по трём пунктам — заговор с целью ведения агрессивной войны, военные преступления и преступления против человечества). Покончил жизнь самоубийством в тюрьме вскоре после предъявления обвинительного заключения до начала самого процесса, повесившись на канализационной трубе при помощи самодельной верёвки из узких полосок ткани, на которые он разорвал полотенце. Незадолго до этого в разговоре с тюремным психологом подавленно признавался, что ему ничего не известно о преступлениях, перечисляемых в предъявленном ему обвинении. В предсмертной записке им было написано, что он не может больше выносить чувства стыда.
Рейхсмаршал Геринг о смерти Роберта Лея сказал:

Слава Богу! Этот бы нас только осрамил. Это хорошо, что он мёртв. Я очень боялся за поведение его на суде. Лей всегда был таким рассеянным и выступал с какими-то фантастическими, напыщенными, выспренными речами. Думаю, что перед судом он устроил бы настоящий спектакль. В общем, я не очень удивлён. В нормальных условиях он спился бы до смерти.

## Награды
- Железный крест II степени
- Нагрудный знак лётчика-офицера и наблюдателя[нем.] (Пруссия)
- Нагрудный знак «За ранение» в серебре
- Почётный крест ветерана войны с мечами
- Орден Крови
- Немецкий конный знак
- Золотой партийный знак НСДАП
- Медаль «В память 1 октября 1938 года»
- Золотой знак Гитлерюгенда[англ.] с дубовыми листьями
- Орден Святого Александра I степени — 9 октября 1938 года, награждён указом болгарского царя Бориса III[5]
- Медаль «За сооружение Атлантического вала» (23 ноября 1939) — один из первых шести награждённых; вручена лично Адольфом Гитлером.
- Крест Военных заслуг 2-го и 1-го класса (1941)
- Почётное кольцо города Вены (1942)
- Почётный сенатор Технологического института Карлсруэ
- Почётный гражданин городов Леверкузен и Хермескайль